# ムハ (小惑星)
ムハ (5122 Mucha) は小惑星帯の小惑星である。チェコのクレチ天文台 (Hvězdárna Kleť) でアントニーン・ムルコスが発見した。
モラヴィア生まれのアール・ヌーヴォーを代表するグラフィックデザイナー、アルフォンス・ミュシャ（Alfons Maria Mucha、チェコ語の発音では「ムハ」：1860年 - 1939年）に因んで命名された。